# New Zealand Open 1977
Il New Zealand Open 1977  è stato un torneo di tennis giocato sull'erba. È stata la 21ª edizione dell'Auckland Open,che fa parte del Colgate-Palmolive Grand Prix 1977. Si è giocato all'ASB Tennis Centre di Auckland in Nuova Zelanda, dal 10 al 16 gennaio 1977.

## Partecipanti

### Teste di serie
| Nazionalità   | Giocatore       | Ranking | Testa di serie |
| ------------- | --------------- | ------- | -------------- |
| India         | Vijay Amritraj  | 31      | 1              |
| Nuova Zelanda | Chris Lewis     | 127     | 2              |
| Nuova Zelanda | Russell Simpson | 143     | 3              |
| India         | Anand Amritraj  | 162     | 4              |
| Regno Unito   | Richard Lewis   | 166     | 5              |
| Australia     | Steve Docherty  | 169     | 6              |
| Australia     | Paul McNamee    | 174     | 7              |
| Australia     | Bob Giltinan    | 187     | 8              |

### Altri partecipanti
I seguenti giocatori sono passati dalle qualificazioni:

- David Brown
- Dave Simmonds
- Richard Hawkes
- Graham Oliver

## Campioni

### Singolare
Vijay Amritraj ha battuto in finale  Tim Wilkison con il punteggio di 7–6, 5–7, 6–1, 6–2

### Doppio
Chris Lewis /  Russell Simpson hanno battuto in finale  Peter Langsford /  Jonathan Smith con il punteggio di 7–6, 6–4